# Кельменцы
Ке́льменцы (укр. Кельменці) — посёлок в Черновицкой области Украины. Административный центр Кельменецкой поселковой общины и Днестровского района.

## История
В 1240 году территория Кельменцы была захвачена Монгольской армией.
В письменных источниках под современным названием упоминается в 1559 году — основанием Кельменцев ростовщиком Кельманом.
В 1892 году была построена железная дорога. В 1898 году была построена школа.
Бывшее село Хотинского уезда Бессарабской губернии Российской империи.
В 1918 году было оккупировано румынскими войсками и включено в состав Румынии, 28 июня 1940 года в составе Северной Буковины передано СССР.
В ходе Великой Отечественной войны 6 июля 1941 года село было оккупировано немецко-румынскими войсками и до 28 марта 1944 года находилось в составе Румынии.
В феврале 1945 года здесь началось издание районной газеты.
В 1952 году в селе Кельменцы действовали маслозавод, несколько предприятий местной промышленности, средняя школа, Дом культуры, библиотека и кинотеатр.
С 1960 года — посёлок городского типа.
По состоянию на начало 1973 года здесь действовали маслодельный завод, сахарный завод и завод стройматериалов.
В 1978 году численность населения составляла 6 тыс. человек, здесь действовали маслодельный завод, комбинат хлебопродуктов, пищевой комбинат, межколхозная строительная организация, райсельхозтехника, комбинат бытового обслуживания, две общеобразовательные школы, музыкальная школа, сельское ПТУ, больница, Дом культуры, пять библиотек, кинотеатр и клуб.
После провозглашения независимости Украины посёлок оказался на границе с Молдавией, здесь был оборудован пограничный переход и таможенный пост «Кельменцы-Ларга», который находится в зоне ответственности Черновицкого пограничного отряда Западного регионального управления ГПСУ.
В мае 1995 года Кабинет министров Украины утвердил решение о приватизации находившихся здесь маслозавода, райсельхозтехники и райсельхозхимии, в июле 1995 года — решение о приватизации находившейся здесь МПМК № 292, в октябре 1995 года — решение о приватизации АТП-17738.
17 июля 2020 года в соответствии с принятой Верховной Радой Украины постановления № 807-IX «Об образовании и ликвидации районов», создан новый Днестровский район с административным центром в поселке Кельменцы, а Кельменецкий район был упразднён.

## Население
В январе 1989 года численность населения составляла 8217 человек.
На 1 января 2013 года численность населения составляла 7457 человек.
По состоянию на 1 января 2022 года население составляло 6985 человек.

### Языковой состав
Родной язык населения по данным переписи 2001 года:
| Язык       | Численность, чел. | Доля     |
| ---------- | ----------------- | -------- |
| Украинский | 7 664             | 95,72 %  |
| Русский    | 209               | 2,61 %   |
| Молдавский | 113               | 1,41 %   |
| Другие     | 21                | 0,26 %   |
| Итого      | 8 007             | 100,00 % |

## Транспорт
Находится в 3 км от ближайшей ж.-д. станции Ларга на линии Черновцы — Кишинёв Львовской железной дороги.